# عاصمة الثقافة العربية لعام 2008
تم اختيار العاصمة دمشق عاصمة الثقافة العربية لعام 2008. إن عاصمة الثقافة العربية هي مبادرة أطلقتها اليونسكو  في إطار برنامج العواصم الثقافية، لتعزيز الثقافة العربية والاحتفاء بها وتشجيع التعاون في المنطقة العربية. وقد بدأت الاستعدادات للاحتفال في شباط 2007 بتشكيل اللجنة الإدارية لـ «دمشق عاصمة الثقافة العربية» بقرار جمهوري.

## الأحداث
تضمنت فعاليات المهرجان:

### يناير/كانون الثاني
- حفلة نصيب: وهي حفلة موسيقية لعابد عزريه.[2]

### فبراير/شباط
- صح النوم ، مسرحية موسيقية للفنانة اللبنانية الأسطورية فيروز.[3]
- دوكس بوكس: مهرجان الفيلم الوثائقي ، أول مهرجان للفيلم الوثائقي في الشرق الأوسط.[4]
- أوبرا كارمن لجورج بيزيه.[5]
- حفلة عود لأنوار إبراهيم.[6]

### مارس/آذار
- حفل موسيقي لأوركسترا ماري.[7]
- باهوك، عرض راقص لأكرم خان.[8]
- بيت السينما، احتفال بالسينما العربية.[9]
- يوم الشعر العالمي، سلسلة ورش شعرية احتفالاً بيوم الشعر العالمي.[10]

### إبريل/نيسان
- حفل موسيقي لأوركسترا الأوبرا الإيطالية I Solisti Veneti.[11]

### مايو/أيار
- النساء تغني. . . أصواتهم تتحدث، عرض موسيقي للموسيقيات العربيات في قصر العظم.[12]

### يونيو/حزيران
- عودة علي بك عرض مسرحي في الشارع وعرض موسيقي عن علي بك العباسي.[13]
- جست فلامنكو ، عرض فلامنكو بواسطة البيلورا الإسبانية إيزابيل بايون.[14]
- تكريما ليوم اللاجئ العالمي، حفل موسيقي لنصير شمه.[15]

### يوليو/أيار
- ليالي الموسيقى العالمية، سلسلة من الحفلات الموسيقية لمجموعات من مختلف أنحاء العالم، مع التركيز على الموسيقى العرقية. وضمت الحفلات الموسيقية ظافر يوسف، بينك مارتيني، فوضيل، جوني كليج، أنجيليك كيدجو، لينا شماميان وتيناريوين.
- ليالي الموسيقى الكلاسيكية، سلسلة من الحفلات الموسيقية الكلاسيكية تكريما لصلحي الوادي.[16]
- الصقر: عبد الرحمن الدخيل عرض راقص لفرقة إينانا للرقص السوري عن عبد الرحمن الأول أول خلافة أموية في إسبانيا.[17]
- خوليو إغليسياس يؤدي في المسرح الروماني في بصرى.[18]

### أغسطس/آب
- سلسلة حفلات للموسيقار اللبناني زياد الرحباني في قلعة دمشق. وكانت هذه هي المرة الأولى التي يغني فيها الرحباني في سوريا.[19]
- مهرجان بلوط الملّاجة: أقيمت النسخة الثانية عشرة من هذا المهرجان الثقافي السنوي تحت رعاية مهرجان عاصمة الثقافة العربية.[20]

### سبتمبر/أيلول
- أيام الموسيقى الروحية، وهي سلسلة من الحفلات الموسيقية لعدد من الفرق الموسيقية التقليدية والروحية.[21]
- استضاف نادي الذاكرة كوليت خوري، وهو حدث وحديث للأديبة السورية.[22]

### أكتوبر/تشرين الأول
- زنوبيا، أوبرا للوكا أنطونيو بريديري عن زنوبيا، ملكة تدمر السورية.[23]
- سلسلة حفلات للفنانة اللبنانية جوليا بطرس في قلعة دمشق.[24]
- شرق القصور: كلود شيفر والقصر الملكي في أوغاريت ، معرض في المتحف الوطني بدمشق.[25]

### نوفمبر/تشرين الثاني
- معرض سيراميك العالم: روائع من متحف فيكتوريا وألبرت. [26] [27]
- مهرجان دمشق السينمائي الدولي في نسخته السادسة عشر أقيم تحت رعاية المهرجان دمشق عاصمة الثقافة.[28]
- العقد: وهو عرض راقص من فرقة ميوسوتيس للمسرح الراقص.[29]

### ديسمبر/كانون الأول
- اقتباس لعربة ترام اسمها الرغبة من إخراج غسان مسعود.[30]
- مسرحية أرامل على الدراجة لجواد الأسدي.[31]
- ونحب الحياة أيضا... تحية لمحمود درويش: سلسلة حفلات الموسيقار اللبناني مارسيل خليفة. وشملت أيضا حفلات في كلا من اللاذقية وحمص وحلب.[32]

## روابط خارجية
- الموقع الرسمي لدمشق عاصمة الثقافة العربية 2008